# Paradela (Espagne)
Pour les articles homonymes, voir Paradela.
Paradela est un municipio de la comarque de Sarria, dans la province de Lugo, communauté autonome de Galice, au nord-ouest de l'Espagne. C'est aussi le nom de plusieurs parroquias de ce municipio ; mais ce n'est pas le nom du chef-lieu du municipio qui se trouve dans la localité de Pacios.
Ce municipio est traversé sur 7,3 km par le Camino francés du Pèlerinage de Saint-Jacques-de-Compostelle, qui passe par ses localités de Ferreiros, Mirallos, A Pena, O Couto, As Rozas, Moimentos, Mercadoiro, Moutras, A Parrocha et Vilachá ; l'itinéraire ne passe pas par Pacios, le chef-lieu du municipio.

## Géographie

### Municipios limitrophes
- Au nord : O Páramo
- Au sud : Bóveda et O Saviñao
- À l'est : Sarria et O Incio
- À l'ouest : Taboada et Portomarín

## Divisions administratives
Le municipio de Paradela recouvre les parroquias et localités suivantes :
- Santiago de Aldosende, avec ses localités de Aldosende, Bidul, O Colado, Gondar, Os Lusoiros, O Vilar ;
- Santiago de Andreade, avec ses localités de Agurtión, Andreade, O Lugar ;
- San Pedro de Barán, avec ses localités de Barán, Cadeiras, Cortiñas, Outeiro, San Pedro, Toimil ;
- San Mamede de Castro, avec ses localités de Castro, A Eirexe,Igón, A Torre, Tremeado ;
- Santa María de Castro de Rei de Lemos, avec ses localités de Abelleiroá, Acevedo, Bacorell, Bariz, As Barreiras, Bidueiro, As Bustaregas, Carballedo, A Carballosa, Cerxedo, Os Chaos, A Enxamea, Espiño, Feás, Ferreira, Foilebar, O Folgar, Hedrada, A Mámoa, A Matanza, O Mazo, Mide, Mosteiro Vello, Paredes de Abaixo, Paredes de Arriba, A Parrocha, Pena Corveira, Pereiro, Portocarreira, Preselas, Rañadoiro, As Reigañas, O Sacadoiro, San Martiño, A Seara, Uceira Branca, Val do Couto, Valmigallo, Vilachá, Zouro ;
- San Salvador das Cortes, avec ses localités de As Cortes, Loio, Pacios, A Parrocha, A Tellada, Vilachá ;
- Santa María de Ferreiros, avec ses localités de Caraba, O Couto, Delle, A Eirexe, Ferreiros, Fruxinde, Mirallos, A Parede de Delle, A Pena, San Cristovo, Veiga ;
- Santa María de Francos, avec ses localités de Ferrería, Francos, Guimarás, Outeiro de Pena, As Rozas ;
- Santiago da Laxe, avec ses localités de Castrelo, O Cotorelo, A Laxe, Mercadoiro (ou Marcadoiro), Moimentos, Moutras, A Pedreira, A Retorta, Sesmonde, Vilalvite ;
- San Xoán de Loio, avec sa localité unique de Loio ;
- San Miguel de Paradela, avec ses localités de A Abelaira, Campo Redondo, A Carretería, Millarados, Pacios (chef-lieu de la parroquia et du municipio), Randulfe, Rodillón, San Pedro ;
- San Facundo de Ribas de Miño, avec ses localités de Abeledo, A Adega, O Lombao, Santa Marta
- San Martiño de Castro, avec ses localités de Cabo de Vila, Esdulfe, Outeiro, Pol, O Poste, Regatelo, A Reguenga, San Martiño, Vila Reguenga ;
- San Vicente de Paradela, avec ses localités de Barrido, Cimadevila, A Eirexe, Nai, Pereiraboa, Riocabo, Ríos, Rosende, San Vicente, Santa Mariña ;
- Santa Cristina de Paradela, avec ses localités de Bermil, Bricheiro, O Castro, A Condomiña, A Lagoa, As Leiras, Outeiro, A Pereira, As Pozas, Riocabo, Santa Cristina, A Serra ;
- Santalla de Paradela, avec ses localités de O Campo, As Cepadas, Cereixal, A Lagoa, Sandomil, Santalla, Toexe ;
- San Lourenzo de Suar, avec ses localités de Celmán, Fixón, Suar ;
- Santa María de Vilaragunte, avec ses localités de A Casanova, Cimadevila, A Eirexe, Ferradás, O Gandarón, Güián, Loureiro, Teibade, Teicide, Vilar de Aldixe, Vilaragunte ;

### Galerie de photos
L'album ci-dessous montre quelques églises paroissiales du municipio de Paradela.

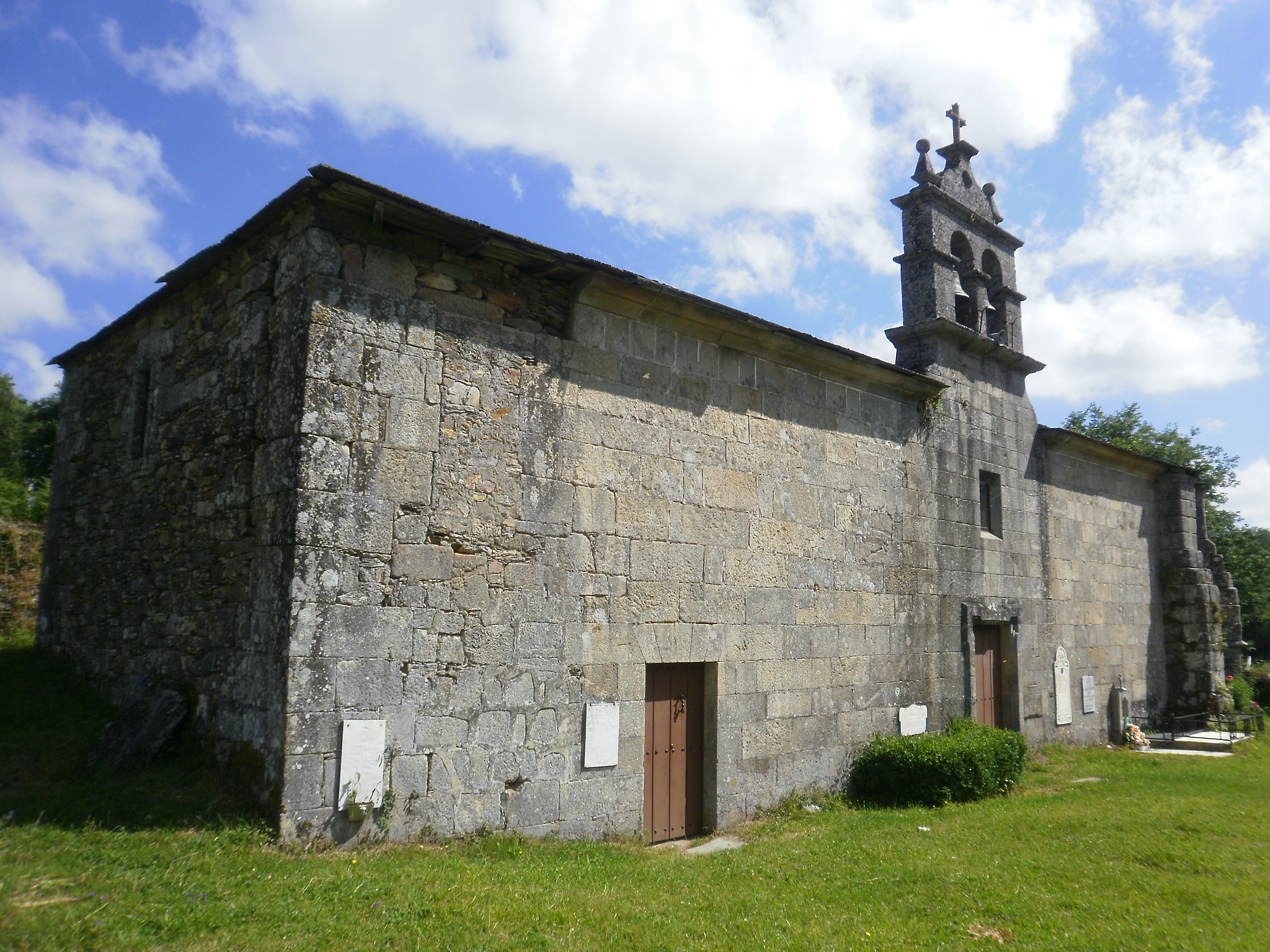
Église de Santa María de Castro de Rei de Lemos
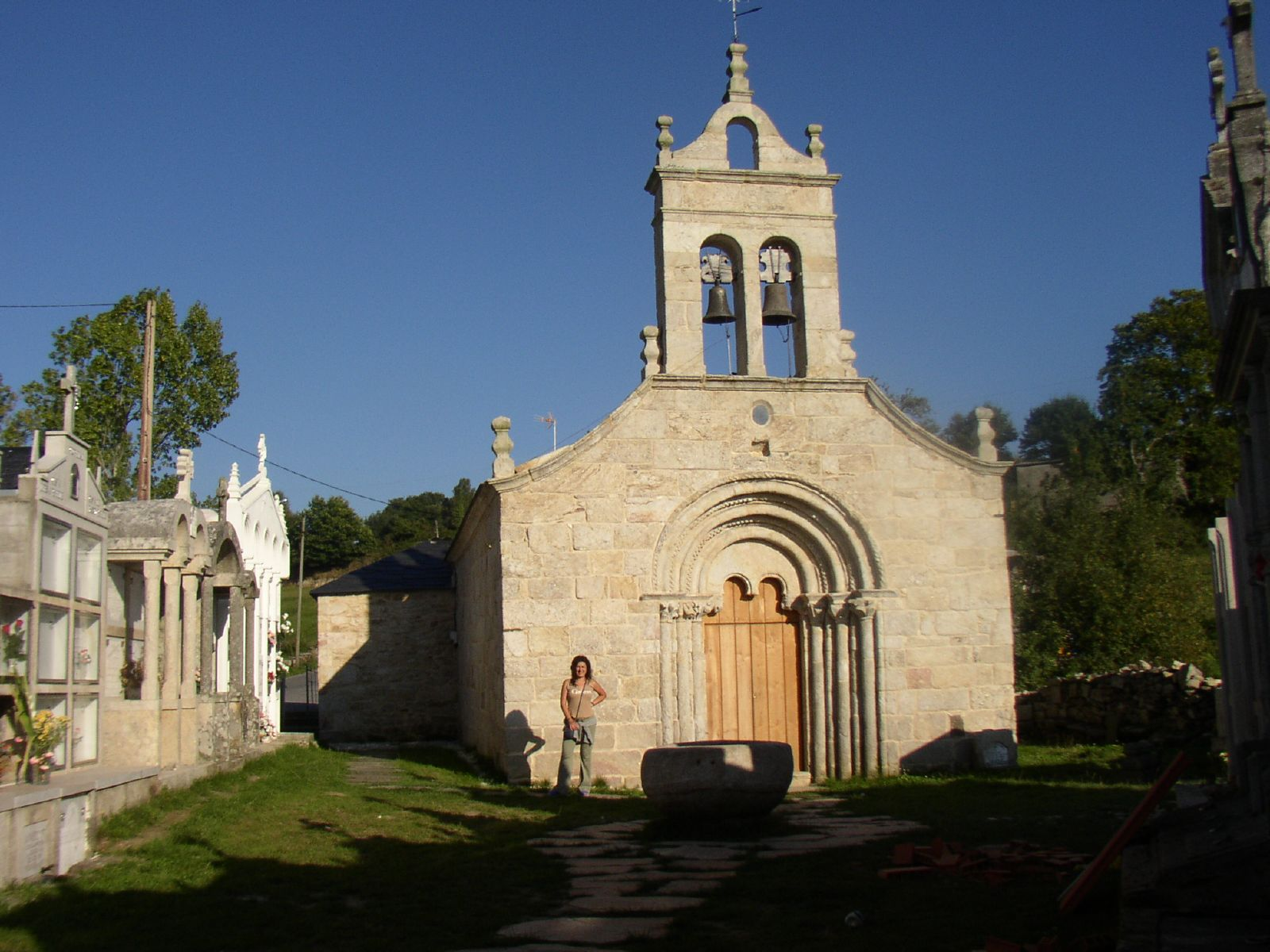
Église de Santa María de Ferreiros
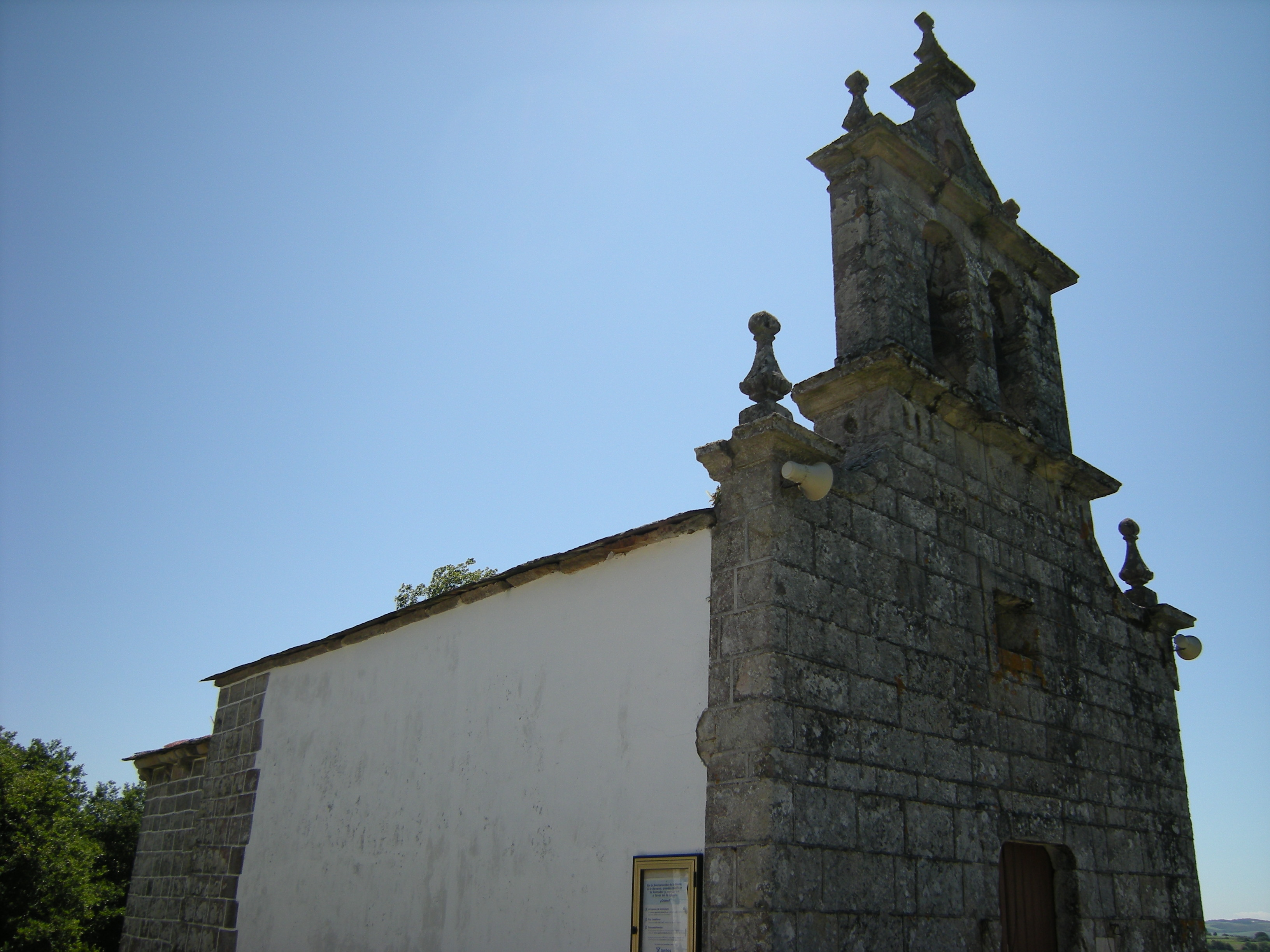
Église de San Miguel de Randulfe, Paradela
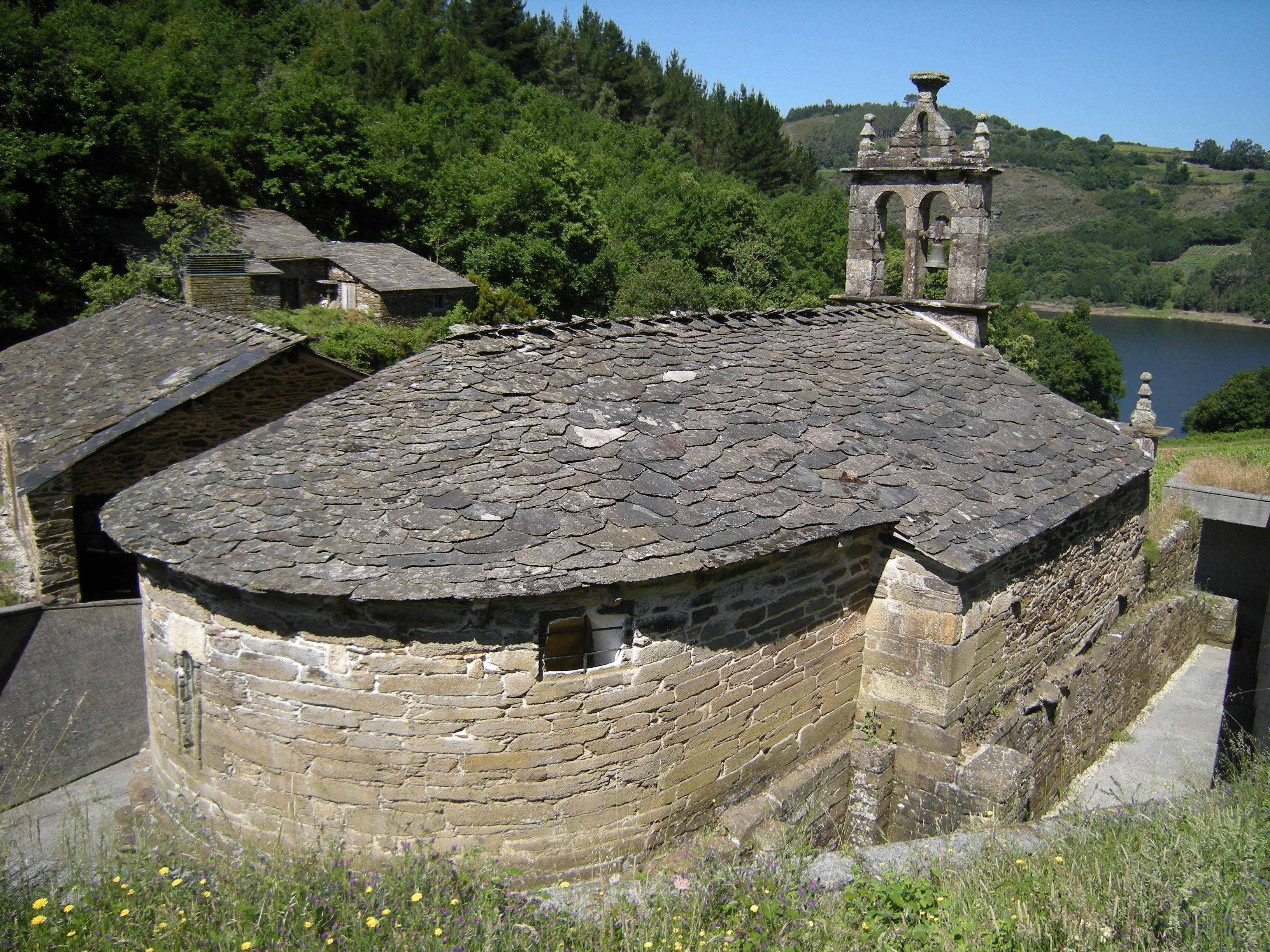
Église de San Facundo de Ribas de Miño
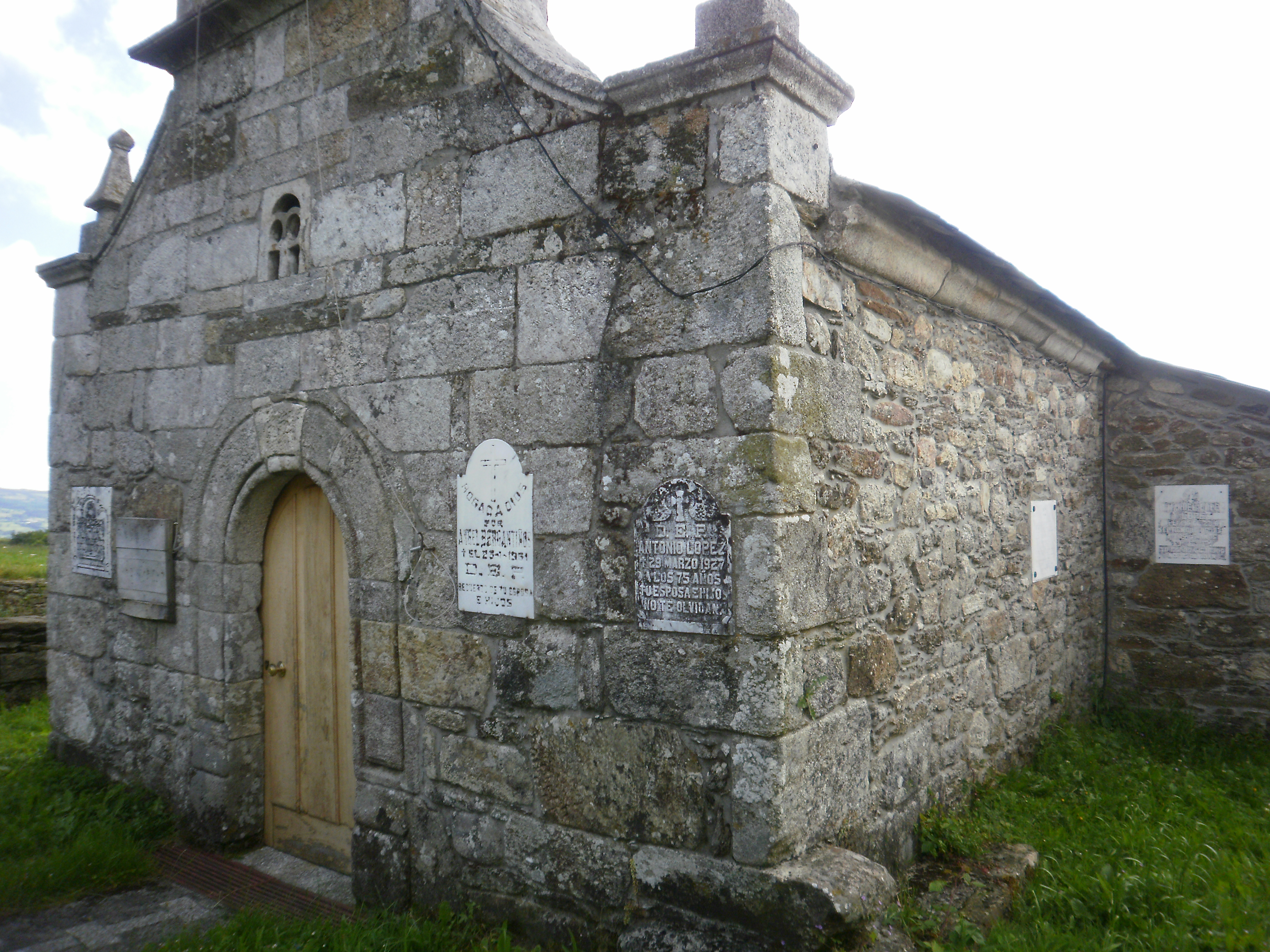
Église de Santa Cristina de Paradela
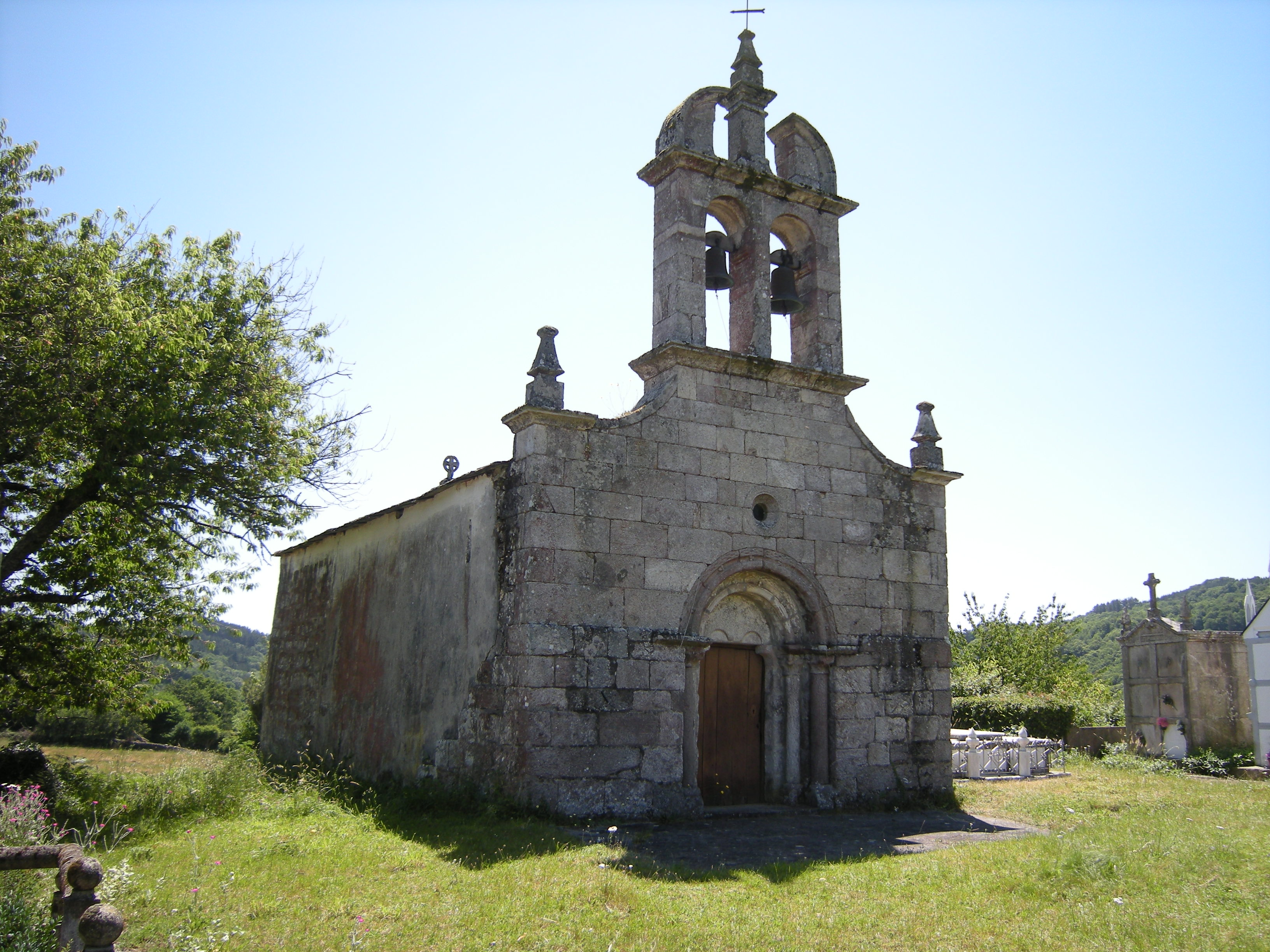
Église de San Lourenzo de Suar
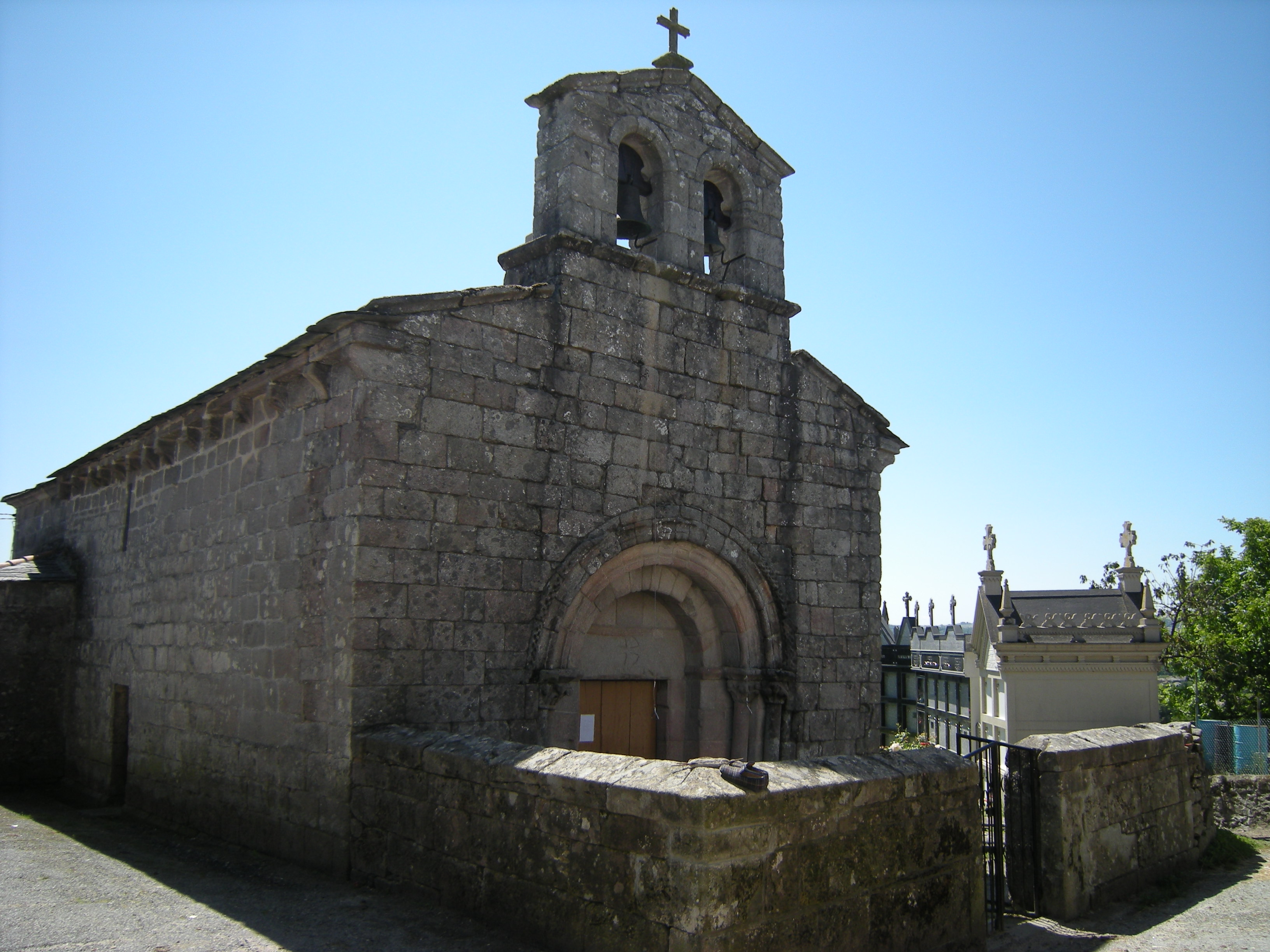
Église de Santa María de Vilaragunte

## Patrimoine et culture

### Pèlerinage de Compostelle
Par le Camino francés du Pèlerinage de Saint-Jacques-de-Compostelle, le chemin vient du municipio de Sarria, en passant soit par sa localité de Fontao, soit dans une variante nord par : Pintín, Calvor, Aguiada ; et ensuite par Sarria (chef-lieu), As Paredes, Vilei, Barbadelo (en fait O Mosteiro ou Mosteiro), Rente, A Serra, Leimán, Peruscallo, Cortiñas, Lavandeira, A Brea, Morgade.
Dans ce municipio de Paradela, le chemin parcourt ses localités de Ferreiros, Mirallos, A Pena, O Couto, As Rozas, Moimentos, Mercadoiro, Moutras, A Parrocha et Vilachá.
Le prochain municipio traversé est Portomarín, en passant par ses localités et sites de Portomarín (chef-lieu), Fábrica de ladrillas (briqueterie), Toxibo, Monte Torros, Gonzar, Castromaior, Hospital da Cruz et Ventas de Narón.

## Sources et références
- (es) Cet article est partiellement ou en totalité issu de l’article de Wikipédia en espagnol intitulé « Paradela » (voir la liste des auteurs).
- (fr) Grégoire, J.-Y. & Laborde-Balen, L., « Le Chemin de Saint-Jacques en Espagne - De Saint-Jean-Pied-de-Port à Compostelle - Guide pratique du pèlerin », Rando Éditions, mars 2006,  (ISBN 2-84182-224-9)
- (fr)« Camino de Santiago St-Jean-Pied-de-Port - Santiago de Compostela », Michelin et Cie, Manufacture Française des Pneumatiques Michelin, Paris, 2009,  (ISBN 978-2-06-714805-5)
- (fr)« Le Chemin de Saint-Jacques Carte Routière », Junta de Castilla y León, Editorial